# Onoba kurilensis
Onoba kurilensis is een slakkensoort uit de familie van de Rissoidae. De wetenschappelijke naam van de soort is voor het eerst geldig gepubliceerd in 1974 door Golikov & Kussakin.